# Videografia de The Weeknd
O cantor canadense Abel Tesfaye, conhecido profissionalmente como the Weeknd, já participou de sessenta e dois videoclipes. Conhecidamente um cinéfilo, muitos de seus videoclipes foram inspirados em filmes. De seu álbum de compilação Trilogy (2012), Tesfaye lançou quatro videoclipes, das canções "The Beginning", "Rolling Stone", "Wicked Games", e "The Zone", que conta com a participação de Drake. De seu primeiro álbum de estúdio, Kiss Land (2013), o cantor lançou cinco videoclipes, o da faixa-título, "Twenty Eight", "Belong to the World", "Live For", e "Pretty".
De seu segundo álbum de estúdio Beauty Behind the Madness (2015), the Weeknd lançou cinco videoclipes, das canções "Often", "The Hills", "Can't Feel My Face", "Tell Your Friends", e "In the Night". Três destes foram dirigidos por Grant Singer. O cantor também lançou um videoclipe para o remix de "The Hills", que conta com a participação de Eminem. Em 2021, Abel lançou um videoclipe alternativo de "Can't Feel My Face".
Em apoio ao seu terceiro álbum de estúdio, Starboy (2016), Tesfaye lançou seis videoclipes, o da faixa-título, "False Alarm", "Party Monster", "Reminder", "I Feel It Coming", e "Secrets". Ele também lançou o curta-metragem Mania, que traz ainda outras canções do álbum. O videoclipe da faixa-título ganhou o MTV Europe Music Award de Melhor Vídeo. De seu primeiro extended play, My Dear Melancholy, (2018), Tesfaye lançou dois videoclipes, das canções "Call Out My Name", e "Try Me"; sendo este último autodirigido.
De seu quarto álbum de estúdio, After Hours (2020), Tesfaye lançou sete videoclipes, das canções "Heartless", "Blinding Lights", "In Your Eyes", "Until I Bleed Out", "Snowchild", "Too Late", e  "Save Your Tears". The Weeknd também lançou um curta-metragem da faixa-título, e uma videoclipe/lyric video do remix de "Blinding Lights", com participação de Rosalía. Em todos os vídeos da era After Hours, Tesfaye interpretou um personagem singular, vestido com um terno vermelho e usando penteado singular. Quatro dos sete videoclipes, assim como o curta-metragem, foram dirigidos por Anton Tammi; enquanto os outros dois vídeos foram dirigidos por Cliqua. O vídeo original de "Blinding Lights" ganhou o MTV Video Music Award de Vídeo do Ano e de Melhor Vídeo de R&B.
Para promover seu quinto álbum de estúdio, Dawn FM (2022), The Weeknd lançou seis videoclipes, das canções "Take My Breath", "Sacrifice", "Gasoline", "Out of Time", "How Do I Make You Love Me?", e "Is There Someone Else?" Uma parte da faixa-título, "Dawn FM", foi incluída no videoclipe de "Sacrifice". O cantor também lançou dois trailers de um minuto para o álbum, e fez um videoclipe para o remix de "Sacrifice", feito pelo grupo Swedish House Mafia, incluído na versão deluxe do álbum, Dawn FM (Alternate World), e um videoclipe com o Swedish House Mafia, da canção "Moth to a Flame", também presente em Dawn FM (Alternate World). Cinco dos oito videoclipes foram (co-)dirigidos por Cliqua.
Tesfaye já participou de vários programas de televisão, além de ter co escrito e estrelado um episódio de American Dad!, e ter feito uma participação especial em Robot Chicken. Após participar do vídeo de Taylor Swift The 1989 World Tour Live (2015), e no documentário Michael Jackson's Journey from Motown to Off the Wall (2016), Tesfaye fez sua estreia no cinema em Uncut Gems (2019). Posteriormente, ele foi foco do documentário The Show (2021), que segue seus preparativos para o Super Bowl LV halftime show. Seu primeiro vídeo de concerto, Live at SoFi Stadium, que mostra sua turnê After Hours til Dawn, foi lançado exclusivamente na HBO Max em 3 de março de 2023.

## Videoclipes

### Como artista principal
| Ano  | Canção                                                                 | Diretor                          | Descrição | Ref.   |
| ---- | ---------------------------------------------------------------------- | -------------------------------- | --- | ------ |
| 2012 | "Rolling Stone"                                                        | The Weeknd                       | Filmado em um estúdio com luz baixa, em preto e branco, Tesfaye retrata a relação que tem com seus fãs. | [ 21 ] |
| 2012 | "Wicked Games"                                                         | The Weeknd                       | Filmado em preto e branco, Tesfaye se apresenta enquanto a sombra de uma modelo tenta puxá-lo. | [ 22 ] |
| 2012 | "The Zone" (com part. de Drake)                                        | The Weeknd                       | O vídeo mostra fotos psicodélicas de Tesfaye, Drake e várias mulheres, com uma infinidade de balões. | [ 23 ] |
| 2013 | "Twenty Eight"                                                         | Nabil                            | Tesfaye tem um confronto com um homem misterioso. | [ 24 ] |
| 2013 | "Kiss Land"                                                            | Andrew Baird                     | Situado no Japão, o vídeo contém diversas imagens NSFW. | [ 25 ] |
| 2013 | "Belong to the World"                                                  | Anthony Mandler                  | Situado no Japão, Tesfaye é um oficial de alto escalão de um regime militar que sai para uma noite na cidade. | [ 26 ] |
| 2013 | "Live For" (com part. de Drake)                                        | Sam Pilling                      | Tesfaye e Drake se apresentam em um estúdio escuro e em um metrô. | [ 27 ] |
| 2013 | "Pretty"                                                               | Sam Pilling                      | O vídeo gira em torno de Tesfaye assassinando sua amante infiel. | [ 28 ] |
| 2014 | "Often"                                                                | Sam Pilling                      | Tesfaye é filmado em um quarto de hotel rodeado de mulheres. | [ 29 ] |
| 2014 | "King of the Fall"                                                     | Kid Studio                       | O vídeo mostra Tesfaye caminhando por sua cidade natal, Toronto, Canadá. | [ 30 ] |
| 2014 | "Love Me Harder" (com Ariana Grande)                                   | Hannah Lux Davis                 | Grande e Tesfaye cantam enquanto resistem aos elementos naturais. | [ 31 ] |
| 2015 | "Earned It"                                                            | Sam Taylor-Johnson               | Enquanto Tesfaye se apresenta, Johnson e várias outras mulheres realizam uma dança burlesca com tema BDSM atrás dele. | [ 32 ] |
| 2015 | "The Hills"                                                            | Grant Singer                     | Tesfaye rasteja para fora de um carro capotado. Enquanto caminha pela rua, ocasionalmente é empurrado por uma mulher. | [ 33 ] |
| 2015 | "Can't Feel My Face"                                                   | Grant Singer                     | Tesfaye se apresenta em um bar para um público indiferente, com exceção de Chanel Iman, até que Rick Wilder chega e o incendeia. | [ 34 ] |
| 2015 | "Tell Your Friends"                                                    | Grant Singer                     | Após se enterrar no deserto, Tesfaye é abordado por um homem estranho. | [ 35 ] |
| 2015 | "The Hills" (remix) (com part. de Eminem)                              | Nabil                            | Parte um anúncio da Apple Music, o vídeo mostra Tesfaye saindo de um local e entrando em uma limusine, dirigida por John Travolta, que o leva a um after-party. | [ 36 ] |
| 2015 | "In the Night"                                                         | BRTHR                            | O vídeo mostra Bella Hadid como uma garçonete em uma boate, que mata bandidos que se aproveitaram dela. | [ 37 ] |
| 2016 | "Starboy" (com part. de Daft Punk)                                     | Grant Singer                     | Tesfaye se reinventa matando sua antiga personalidade. | [ 38 ] |
| 2016 | "False Alarm"                                                          | Ilya Naishuller                  | O vídeo mostra um assalto a banco através da perspectiva em primeira pessoa de um dos assaltantes. | [ 39 ] |
| 2017 | "Party Monster"                                                        | BRTHR                            | Tesfaye dirige pelo deserto até os psicodélicos entrarem em ação e ele ser transportado para um mundo totalmente novo. | [ 40 ] |
| 2017 | "Reminder"                                                             | Kid Studio                       | Tesfaye está em uma festa com Drake, aparece andando em um carro esporte com A$AP Rocky, e na frente de um avião particular com Travis Scott. French Montana, Bryson Tiller e YG também participam do vídeo.                                                                   | [ 41 ] |
| 2017 | "I Feel It Coming" (com part. de Daft Punk)                            | Warren Fu                        | Tesfaye canta a canção e encontra Kiko Mizuhara em um planeta rochoso e árido no espaço sideral. | [ 42 ] |
| 2017 | "Secrets"                                                              | Pedro Martin-Calero              | Tesfaye vaga por misteriosas anomalias em busca de Hannah Donker, que está sendo perseguida por Black Atlass. | [ 43 ] |
| 2018 | "Try Me"                                                               | The Weeknd                       | Abel cant diretamente para a câmera enquanto anda de carro, com mulheres se beijando no banco de trás. | [ 44 ] |
| 2018 | "Call Out My Name"                                                     | Grant Singer                     | Tesfaye vaga por ruas vazias e um deserto. | [ 45 ] |
| 2019 | "Lost in the Fire" (com Gesaffelstein)                                 | Manu Cossu                       | Em um cenário todo preto, e vestido de preto, Abel dança ao lado de Gesaffelstein, que está disfarçado com tinta preta brilhante. | [ 46 ] |
| 2019 | "Power Is Power" (com SZA e Travis Scott)                              | Anthony Mandler                  | Inspirados em Game of Thrones, Tesfaye, SZA e Scott se revezam cantando em um trono. | [ 47 ] |
| 2019 | "Heartless"                                                            | Anton Tammi                      | Tesfaye, com terno vermelho, penteado singular, bigode, e óculos escuros, e Metro Boomin, exploram Las Vegas. Termina com Tesfaye lambendo um sapo psicoativo e tendo alucinações.                                                                                             | [ 48 ] |
| 2020 | "Blinding Lights"                                                      | Anton Tammi                      | Inicia onde "Heartless" terminou, mostra the Weeknd em um passeio alucinado pelas ruas de Las Vegas, após acordar de um transe. | [ 49 ] |
| 2020 | "In Your Eyes"                                                         | Anton Tammi                      | Seguindo os eventos do curta-metragem After Hours, Tesfaye persegue Miuccia por diferentes locais antes dela o decapitar com um machado. | [ 50 ] |
| 2020 | "Until I Bleed Out"                                                    | Anton Tammi                      | Mostra Tesfaye atordoado, navegando por uma mansão cheia de balões, de maneira perdida e desorientada. | [ 51 ] |
| 2020 | "Too Late"                                                             | Cliqua                           | Ashley Smith e Kenzie Harr, cobertos de ataduras, encontram a cabeça decepada de Tesfaye na rua, e a transplantam para o corpo de outro homem. | [ 52 ] |
| 2020 | "Hawái" (remix) (com Maluma)                                           | Jessy Terrero                    | The Weeknd e Maluma cantam a canção em um clube iluminado por neon. | [ 53 ] |
| 2020 | "Blinding Lights" (remix) (com Rosalía)                                | Dylan Coughran                   | Mostra Tesfaye e Rosalía durante uma sessão de fotos. | [ 54 ] |
| 2021 | "Save Your Tears"                                                      | Cliqua                           | Com um rosto que parece ter passado por uma cirurgia plástica bizarra, The Weeknd canta para pessoas mascaradas, em uma luxuosa boate. Ao final, ele dispara uma arma contra a própria cabeça, soltando confete. O público aplaude.                                            | [ 55 ] |
| 2021 | "You Right" (com Doja Cat)                                             | Quentin Deronzier                | O vídeo se passa em um majestoso palácio na galáxia, com fortes influências astrológicas. | [ 56 ] |
| 2021 | "Better Believe" (com Belly e Young Thug)                              | Christian Breslauer              | Mostra Belly pegando fogo junto de prédios em chamas, The Weeknd dirigindo um BMW e em um McLaren P1, e Young Thug em um caminhão-tanque verde neon. | [ 57 ] |
| 2021 | "Take My Breath"                                                       | Cliqua                           | Em uma boate lotada, Tesfaye dança com uma garota, e eles respiram em um tanque de oxigênio, até que ela o estrangula com suas tranças. | [ 58 ] |
| 2021 | "Die for It" (com Belly e part. de Nas)                                | James Larese                     | Belly anda por uma cidade deserta e apocalíptica, fumando maconha e bebendo. The Weeknd canta em telas de televisão que estão caindo do céu. Nas canta no relógio da torre de uma igreja.                                                                                      | [ 59 ] |
| 2021 | "Can't Feel My Face" (versão alternativa)                              | Ricky Saiz                       | Mostra Tesfaye dormindo com uma garota, antes deles irem a uma festa. Eles brigam, choram, e fazem as pazes. | [ 60 ] |
| 2021 | "Moth to a Flame" (com Swedish House Mafia)                            | Alexander Wessely                | The Weekend canta sentado em um trono, e Swedish House Mafia caminha por uma floresta sombria. Uma pilha de homens e mulheres nus rastejam uns sobre os outros, e se tocam apaixonadamente. No fim, todos viram pedra.                                                         | [ 61 ] |
| 2021 | "One Right Now" (com Post Malone)                                      | Tanu Muino                       | Malone e the Weeknd se envolvem em um tiroteio com as equipes um do outro, e terminam atirando um no outro ao mesmo tempo. | [ 62 ] |
| 2021 | "Die for You"                                                          | Christian Breslauer              | Inspirado em Stranger Things e E.T.. Uma jovem encontra um menino parecido com The Weeknd escondido em seu jardim. Descobre-se que o menino é um ser tele cinético, fugindo do governo. Eles descobrem sua localização, levando a um confronto dramático.                      | [ 63 ] |
| 2021 | "Echoes of Silence"                                                    | Kurando Furuya e Hajime Sorayama | Feito em CGI, o vídeo mostra robôs em um mundo pós-apocalíptico. Eles dançam, interagem, e recriam A Criação de Adão, de Michelangelo. | [ 64 ] |
| 2022 | "Sacrifice"                                                            | Cliqua                           | Após "Take My Breath", Tesfaye acorda e é abduzido por figuras encapuzadas. Ele é amarrado e sua alma é levada por uma desconhecida mulher de manto vermelho. | [ 65 ] |
| 2022 | "Gasoline"                                                             | Matilda Finn                     | Um Tesfaye idoso se vê preso em uma festa. Ao tenta escapar, ele vê uma versão jovem de si. Os dois se encontram, e a versão jovem ataca a versão idosa. | [ 66 ] |
| 2022 | "Sacrifice" (Alternate World remix) (com part. de Swedish House Mafia) | Cliqua                           | Em uma realidade alternativa, Tesfaye e Swedish House Mafia assistem a uma competição de ballroom scene. | [ 67 ] |
| 2022 | "Out of Time"                                                          | Cliqua                           | Após "Gasoline", a versão jovem de Tesfaye e HoYeon Jung cantam num karaokê, e passeiam em um hotel vazio. Sua versão idosa o encontra, mas acorda em uma sala de cirurgia enquanto Jim Carrey coloca uma máscara em seu rosto. O vídeo é uma homenagem a Lost in Translation. | [ 68 ] |
| 2022 | "How Do I Make You Love Me?"                                           | Jocelyn Charles e Cliqua         | Continuação de “Out of Time”. O vídeo animado mostra Tesfaye acordando em uma cama de cirurgia, escapando do cativeiro da equipe do hospital, e pulando do prédio enquanto veste a máscara dada por Carrey no vídeo anterior.                                                  | [ 69 ] |
| 2023 | "Creepin'" (remix) (com Metro Boomin, Diddy e 21 Savage)               | Christian Breslauer              | Tesfaye, Metro Boomin, Diddy e 21 Savage são vigiados por uma mulher misteriosa em uma noite chuvosa. Mario Winans faz uma participação especial. | [ 70 ] |

### Como artista convidado
| Ano  | Canção                                                                   | Diretor                   | Descrição | Ref.   |
| ---- | ------------------------------------------------------------------------ | ------------------------- | --- | ------ |
| 2013 | "Gifted" (com French Montana)                                            | Eif Rivera                | Tesfaye e French Montana se apresentam em um clube e em um beco.                                                                                                 | [ 71 ] |
| 2014 | "Or Nah" (remix) (com Ty Dolla Sign e part. de Wiz Khalifa e DJ Mustard) | Ryan Patrick              | Ty Dolla Sign, Wiz Khalifa, DJ Mustard e Tesfaye se apresentam em um cenário hossipilante, com várias mulheres.                                                  | [ 72 ] |
| 2015 | "Might Not" (com Belly)                                                  | Shomi Patwary e Belly     | Após Belly e Tesfaye ficam embriagados em uma festa, eles temem não conseguir sair de lá.                                                                        | [ 73 ] |
| 2016 | "Low Life" (com Future)                                                  | Gil Green                 | Future e Tesfaye se apresentam em um ambiente semelhante a uma prisão. Belly e French Montana também participam do vídeo.                                        | [ 74 ] |
| 2017 | "Some Way" (com Nav)                                                     | RJ Sanchez                | Nav e Tesfaye cantam cercados por mulheres. | [ 75 ] |
| 2017 | "Lust for Life" (com Lana Del Rey)                                       | Rich Lee                  | Del Rey e Tesfaye cantam no topo do "H" do letreiro de Hollywood.                                                                                                | [ 76 ] |
| 2017 | "A Lie" (com French Montana e part. de Max B)                            | Spiff TV e French Montana | French Montana, Max B e Tesfaye se apresentam em vários locais da cidade de Nova Iorque.                                                                         | [ 77 ] |
| 2017 | "Curve" (com Gucci Mane)                                                 | David Helman              | O vídeo em preto e branco mostra diversos clones de Mane e Tesfaye.                                                                                              | [ 78 ] |
| 2018 | "What You Want" (com Belly)                                              | Colin Tilley              | Belly e Tesfaye dirigem pelo pátio de uma prisão. | [ 79 ] |
| 2019 | "Price on My Head" (com Nav)                                             | Kid. Studio               | O vídeo enfoca a cidade natal de Belly e Tesfaye, Toronto, sendo incendiada.                                                                                     | [ 80 ] |
| 2021 | "La Fama" (com Rosalía)                                                  | Director X                | Rosalía canta em uma boate mal iluminada e seduz Tesfaye a se juntar a ela no palco. Os dois dançam juntos até Tesfaye ser esfaqueado por Rosalía com uma adaga. | [ 81 ] |
| 2021 | "Tears in the Club" (com FKA Twigs)                                      | Amber Grace Johnson       | Tesfaye assiste FKA Twigs cantando em um tanque, com lágrimas nos olhos.                                                                                         | [ 82 ] |

### Participações
| Ano  | Canção                         | Diretor                        | Descrição                                                                                       | Ref.   |
| ---- | ------------------------------ | ------------------------------ | ----------------------------------------------------------------------------------------------- | ------ |
| 2011 | "Headlines" (Drake)            | La Mar Taylor e Highly Alleyne | Tesfaye aparece com membros de sua gravadora, XO, e com Drake, em frente a um prédio em ruínas. | [ 83 ] |
| 2013 | "Sarah's Song" (Ricky Hil)     | La Mar Taylor                  | Durante todo o vídeo, enquanto Hil canta, Tesfaye o filma com uma câmera.                       | [ 84 ] |
| 2017 | "XO Tour Llif3" (Lil Uzi Vert) | Virgil Abloh                   | The Weeknd aparece caminhando por um beco, cantando a canção.                                   | [ 85 ] |

## Filmografia

### Filmes
| Ano  | Título                                                | Papel     | Diretor             | Notas                          | Ref.   |
| ---- | ----------------------------------------------------- | --------- | ------------------- | ------------------------------ | ------ |
| 2013 | Road to Release                                       | Ele mesmo | The Weeknd          | Documentário da MTV            | [ 86 ] |
| 2015 | The 1989 World Tour Live                              | Ele mesmo | Jonas Åkerlund      | Álbum de vídeo de Taylor Swift | [ 87 ] |
| 2016 | Michael Jackson's Journey from Motown to Off the Wall | Ele mesmo | Spike Lee           | Documentário                   | [ 88 ] |
| 2016 | Mania                                                 | Ele mesmo | Grant Singer        | Curta-metragem; coroteirista   | [ 89 ] |
| 2019 | Uncut Gems                                            | Ele mesmo | Josh e Benny Safdie | Longa-metragem; participação   | [ 90 ] |
| 2020 | After Hours                                           | Ele mesmo | Anton Tammi         | Curta-metragem                 | [ 91 ] |
| 2021 | The Show                                              | Ele mesmo | Nadia Hallgren      | Documentário                   | [ 92 ] |
| 2023 | Live at SoFi Stadium                                  | Ele mesmo | Micah Bickham       | Álbum de vídeo                 | [ 93 ] |
| 2024 | Live From São Paulo                                   | Ele mesmo | Micah Bickham       | Vídeo                          | [ 94 ] |

### Televisão
| Ano  | Título                      | Papel                               | Notas                                                               | Ref.    |
| ---- | --------------------------- | ----------------------------------- | ------------------------------------------------------------------- | ------- |
| 2015 | Saturday Night Live         | Atração musical                     | 41ª temporada, episódio 2                                           | [ 95 ]  |
| 2016 | Saturday Night Live         | Atração musical                     | 42ª temporada, episódio 1                                           | [ 96 ]  |
| 2020 | Saturday Night Live         | Atração musical                     | 45ª temporada, episódio 15                                          | [ 97 ]  |
| 2020 | American Dad!               | Ele mesmo (voz)                     | Episódio: "A Starboy Is Born"; também co roteirista                 | [ 98 ]  |
| 2020 | Robot Chicken               | Várias vozes                        | Episódio: "Endgame"                                                 | [ 99 ]  |
| 2021 | Super Bowl LV halftime show | Ele mesmo                           | Especial televisivo                                                 | [ 100 ] |
| 2022 | The Dawn FM Experience      | Ele mesmo                           | Especial televisivo                                                 | [ 101 ] |
| 2022 | The Simpsons                | Orion Hughes, Darius Hughes (vozes) | Episódio: "Bart the Cool Kid"                                       | [ 102 ] |
| 2023 | The Idol                    | Tedros                              | Papel principal; também co criador, roteirista e produtor executivo | [ 103 ] |